# Marijac
Marijac ist das Pseudonym von Jacques Ernest Dumas (* 7. November 1908 in Paris; † 21. Juli 1994 in Lyons-la-Forêt, Département Eure), einem französischen Comiczeichner und Herausgeber von Zeitschriften.

## Leben und Werk
Marijac gründete während des Zweiten Weltkriegs die Zeitschrift Le Corbeau déchaîné für die Résistance in der Auvergne, in der er – angelehnt an reale Figuren mit denselben Spitznamen – die Abenteuer der drei Helden Advokat, Piceau und La Torpille veröffentlichte. Die kurzen Geschichten machten sich über die Besetzer lustig und stellten den Krieg als absurde Farce dar.
Nach dem Krieg konnte die Zeitschrift ab 1946 wöchentlich unter dem Namen Coq Hardi herausgegeben werden. In ihr wurden weitere Folgen von Le trois Mousquetaires du maquis herausgegeben, es erschienen aber zunehmend auch Comics anderer Autoren und Zeichner, darunter Raymond Poïvet und Raymond Cazanave. Marijac schrieb Dialogskizzen und Szenarien, die von unterschiedlichen Zeichnern ausgearbeitet wurden. Er wechselte dabei ständig das Genre und schuf Piratengeschichten ebenso wie Science-Fiction-Serien, ohne jedoch einprägsame Heldenfiguren zu gestalten. Coq Hardi wurde verkauft und Ende der 1950er-Jahre eingestellt. In Taschenbuchform wurden einige Ausgaben 1962 bis 1963 erneut veröffentlicht.
Marijac brachte darauf mit Baby-Journal ein Magazin für Kleinkinder und andere nur kurz erscheinende Zeitschriften heraus. Er gründete ohne nennenswerten Erfolg einen Verlag und ein Grafikstudio. Seine Zeitschrift Frimousse erreichte 1972 wieder Auflagenzahlen von über 200 000 Exemplaren und existierte bis 1976.
Marijac starb am 21. Juli 1994 in Lyons-la-Forêt im Alter von 85 Jahren.

## Auszeichnungen
Marijac erhielt 1979 den Grand Prix de la Ville d’Angoulême auf dem Festival International de la Bande Dessinée d’Angoulême.

## Veröffentlichungen (Auswahl)
- Le trois Mousquetaires du maquis
- Colonel X
- Le Capitaine Fantôme